# Escursionisti Esteri

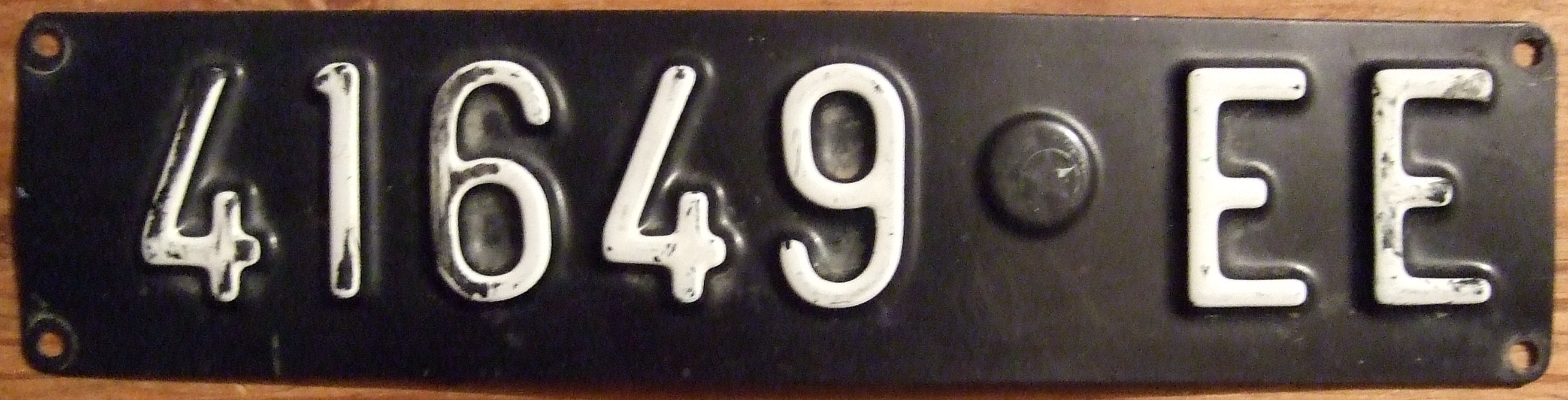
Targa anteriore Escursionisti Esteri (formato 1951–1985).

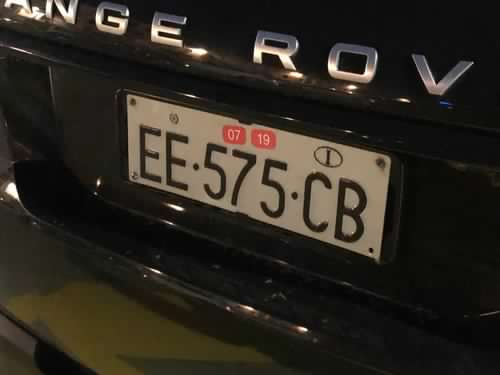
Formato di targa "EE" introdotto nel 1985.

Escursionisti Esteri è, nel diritto italiano, la denominazione applicata ad autoveicoli, motoveicoli e rimorchi, importati temporaneamente o nuovi ma acquistati per l'esportazione, che abbiano già adempiuto alle formalità doganali, ed appartenenti a italiani residenti all'estero o a stranieri di passaggio. 
Il mezzo ottiene una carta di circolazione della durata massima di un anno (salvo proroghe) e la targa di riconoscimento "EE". I mezzi conservano la condizione di merce estera in temporanea importazione e possono essere nazionalizzati alle condizioni previste per ciascuna categoria dalla legge italiana; sono considerati esportati all'atto della immatricolazione, restando assoggettati al regime della temporanea importazione durante la permanenza nel territorio italiano.
Le modalità di importazione ed esportazione temporanea di veicoli in uso privato sono regolamentate dall'articolo 216 del Testo Unico Leggi Doganali (D.P.R. 43/1973).